# 宮野尹賢
宮野尹賢（日语：／ Miyano Iken，1682年〈天和2年〉—1758年4月7日〈寶曆8年2月29日〉）是一名日本江戶時代久保田藩的宗教領袖和教育家。

## 生平

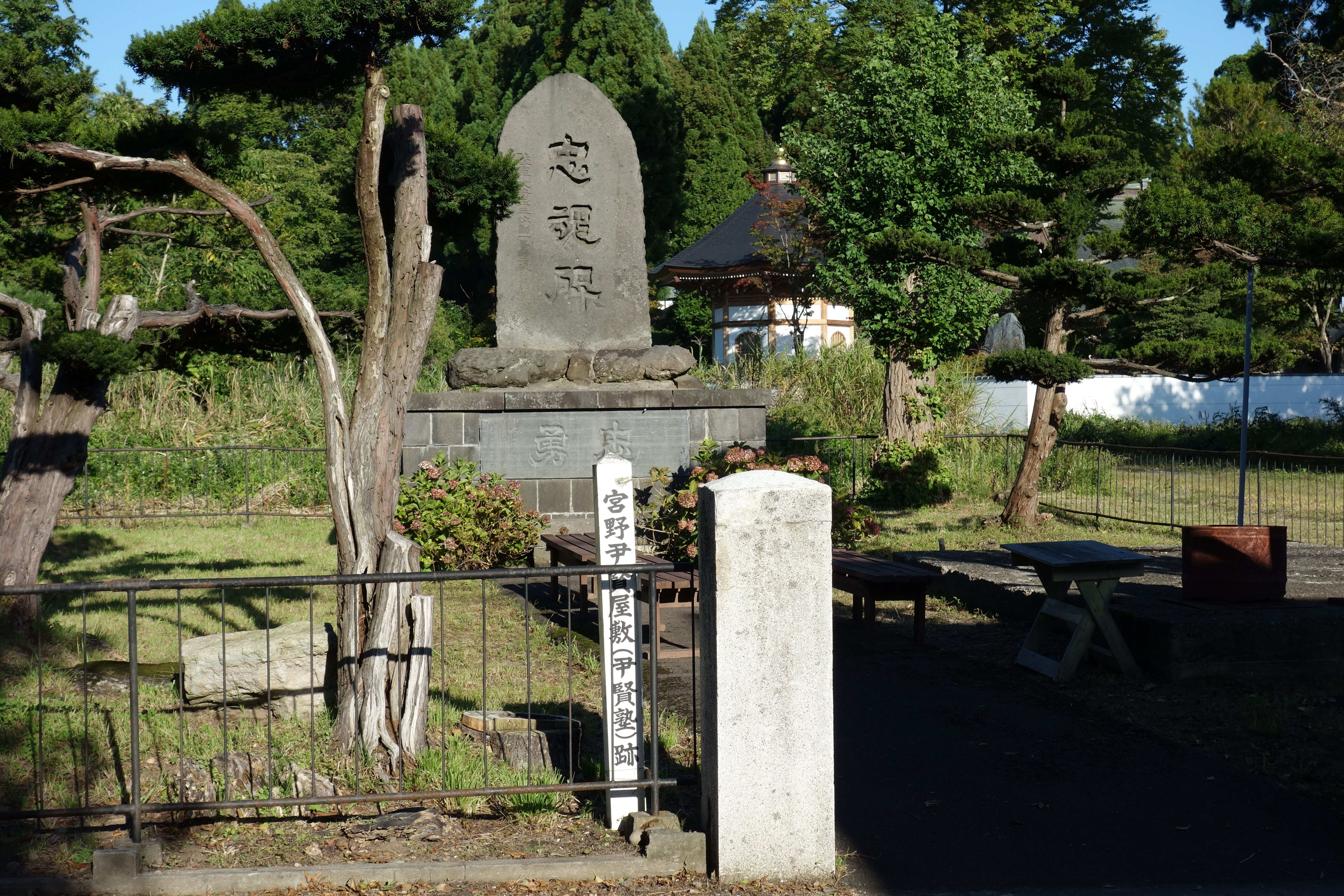
宮野尹賢屋敷跡

天和2年（1682年），宮野尹賢出生在出羽國秋田郡綴子村（現今秋田縣北秋田市綴子）的高宇屋敷。宮野家當時是頗具規模的富農。他承襲家族世代相傳的名字「伊兵衛」，號敏齋。
他性格開朗，自幼便喜愛學問。正德5年（1715年），他在瀨尾源三郎的陪同下前往京都，拜入伊藤仁齋門下學習。享保15年（1730年），他返回故鄉，開辦內館塾，招收門生，講授漢學與儒道。該學塾獲得官方許可，當時的大館城城代，第六代佐竹義村與第七代佐竹義休，也曾在此學習。當時，山本郡與北秋田郡的許多學子皆前來求學，其著名門生包括神宮寺烈光、般若院英泉，以及坊澤村的大德院玄吼等。他曾從京都帶回一名女子，作為禮儀典範，示範行為規範與禮節。
1739年8月，年輕時期的建部綾足曾寄宿於宮野家，因病滯留至次年。
他也是著名的藏書家，在生前便將自己珍藏的罕見書籍分贈給親友，其中一些即便在京都也難以尋得。他的部分藏書、手抄本及書信現收藏於內館文庫，其中主要典籍包括《神道常世草》、《春秋胡氏傳序事考》、《自縱抄講義》、《神宮秘傳問答》、《風犬顛犬病記》、《七座天神宮鐘銘記》等三十餘種。
他亦精通理財之道，擁有大片肥沃的良田，該地區如今仍被稱作「宮野田」，位於現今國道105號中央部東側。此外，他曾向當時的弘前藩主貸出四萬俵米，作為抵押的弘前藩內森林至今仍被稱為「宮野澤」。
松橋榮信在《鷹巢地方研究》第九號中記載：「鷹巢町文化財展曾展出竹內氏（綴子神社）所藏宮野尹賢的書信。據我當時的粗略閱讀，尹賢在京都期間曾託般若院英泉訂購十餘本書籍，並指示將這些書籍委託給大館的長井某，或是岩瀨的伊多波武助，透過其船運送。」這段記載顯示了宮野尹賢與般若院英泉、伊多波武助之間的聯繫。

## 備註
1. ↑  朝日日本歴史人物事典
2. ↑  『未刊涼袋旅日記』、弘前綾足会、昭和38年
3. ↑  『田代町史研究　みつがしわ　第4号』(2000年、田代町)